# 宣城地区
宣城地区，中国旧地区名。
1980年由芜湖地区改称。在今安徽省东南部。辖宣城、当涂、南陵、宁国、郎溪、广德、泾县、繁昌、青阳等县。行政公署驻宣城县（今市）。1983年繁昌、青阳、南陵三县划归芜湖市、当涂县划归马鞍山市。1987年宣城县改设宣州市；旌德、绩溪二县划入。1997年宁国县改设宁国市。2000年宣州市升地级市并改名宣城市，撤销宣城地区，原地区辖县划归宣城市。 